# Abbas Mahmoud Al-Akkad
Pour les articles homonymes, voir Akkad.
Abbas Mahmoud Al-Akkad, né en 1889 à Assouan et mort en 1964 au Caire, est un écrivain et philosophe égyptien.
Autodidacte de formation, il s'est doté d'une vaste culture arabe et anglo-saxonne. En 1923, il fonde le journal wafdiste Al-Balâgh et y devient pendant l'entre-deux-guerres un polémiste défenseur des libertés de talent. Outre ses poèmes, il a notamment écrit un roman psychologique, Sara (1938), et des essais, notamment de critique littéraire.

## Ouvrages
- (ar) Sārah, Le Caire, Dār Nahḍ̣at Miṣr lil-Nashr, 1999 (ISBN 977-14-0917-4)
- (en) The genius of Christ (2001) traduit par F. Peter Ford  (ISBN 1586841041).
- (ar) Abqarīyat al-Imām ʻAlī, Le Caire, Dār Nahḍ̣at Miṣr lil-Nashr, 2003 (ISBN 977-01-8696-1)
- (ar) Abqarīyat Muḥammad, Le Caire, Dār Nahḍ̣at Miṣr lil-Nashr, 2004, 174 p. (ISBN 977-14-2667-2)
- (ar) Abqarīyat ʻUmar, Le Caire, Dār Nahḍ̣at Miṣr lil-Nashr, 2007, 158 p. (ISBN 978-977-14-2106-1 et 977-14-2106-9)
- (ar) Abqarīyat Khālid, Le Caire, Dār Nahḍ̣at Miṣr lil-Nashr, 2011 (ISBN 978-977-14-2558-8 et 977-14-2558-7)
- (ar) Dhū al-nūrayn : ʻUthmān ibn ʻAffān, Le Caire, Dār Nahḍ̣at Miṣr lil-Nashr, 2012 (ISBN 978-977-14-2396-6 et 977-14-2396-7)
- (ar) Allah, Le Caire, Dār Nahḍ̣at Miṣr lil-Nashr